# Bolsena
Bolsena és una ciutat d'Itàlia a la província de Viterbo de la regió del Laci, a la vora del llac anomenat també de Bolsena. Fou l'antiga ciutat etrusca de Velzna, coneguda pels romans com Volsinii.

## Localització
La ciutat de Bolsena està situada a la riba septentrional del Llac de Bolsena, que es va formar fa 300.000 anys després del col·lapse de la caldera d'un dels volcans que formaven part dels Monts Volsini.
La part del territori municipal que no toca al llac, limita amb els següents municipis: Bagnoregio, Castel Giorgio (TR), Montefiascone, Orvieto (TR) i San Lorenzo Nuovo.

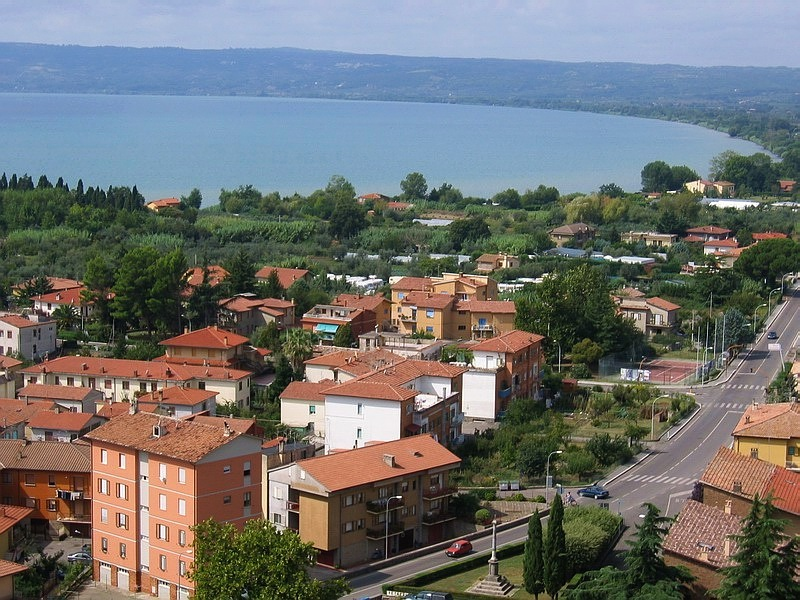
Vistes de Bolsena i el llac

## Clima
Bolsena té un clima generalment suau gràcies a la seva proximitat amb el llac, que fa que els hiverns no siguin freds. Tot i estar a 350 msnm les nevades són rares a la ciutat, mentre que són més freqüents a les muntanyes que estan just al darrere i que arriben als 700 msnm. A Bolsena hi ha una estació meteorològica i segons les dades obtingudes entre 1961-1990, la temperatura mitjana del mes més fred, gener, és de +6 °C, mentre que la del mes més càlid, agost, és de 22,9 °C.

## Història
En la prehistòria la zona va estar ocupada per membres de la cultura Vil·lanovana.
La ciutat fou fundada pels etruscs, que li van dir Velzna. Al segle iv aC van entrar en conflicte amb els romans, que la van conquerir dirigits pel cònsol Publi Deci Mus II i la van anomenar Volsinii. El 294 aC el cònsol Luci Postumi Megel I va ser derrotat en una batalla prop de la mateixa ciutat, aliat amb les ciutats etrusques de Perusia i Arretium, obligant als etruscos al pagament d'un tribut massiu i acceptar una pau de quaranta anys. El 264 aC al cònsol Marc Fulvi Flac se li va encomanar controlar una revolta dels habitants de Volsini i destruir la ciutat. De fet, va tornar a Roma amb un ric botí de guerra, una part del qual s'ha trobat a les excavacions de l'àrea de sant'Omobono a Roma i al temple de Vertumnus o Vortumnus al turó Aventí va ser decorat per recordar aquesta victòria. Segons Plini el Vell la ciutat fou destruïda per la caiguda de llamps. Quan fou reconstruïda, anys més tard, els nous pobladors li van posar el nom de Bolsena.
A l'edat mitjana la ciutat va ser saquejada pels longobards i els sarraïns. Va haver-hi diverses ciutats que lluitaven pel control de tot el territori al voltant del llac fins que el papa Climent VI se'n feu càrrec i va aconseguir pacificar la zona. Sylvester Budes la va atacar en nom de Robert de Gènova en 1377 a principis del Cisme d'Occident.
El 1927, a causa del reordenament territorial establert pel decret Núm.1 del 2 de gener 1927, del govern feixista, es va instituir la província de Viterbo i Bolsena va passar de pertànyer a la província de Roma a la nova de Viterbo.

## Demografia
La població és d'aproximadament 4.300 habitants, però a l'estiu, a causa del turisme, arriba fins a 10.000. Tenint en compte l'evolució al llarg dels anys, Bolsena ha passat dels 2.714 habitants l'any 1871 a tenir 4.246 el 1961, durant la següent dècada va haver una lleugera baixada fins a 3.946 i després no ha abandonat la tendència a l'augment.
Segons les dades del cens del 31 de desembre del 2010 la població estrangera resident era de 316 persones. La nacionalitat de procedència més nombrosa era Romania amb 130 persones (3,10%).

## Ciutats agermanades
- Volkertshausen (Alemanya) des del 1998[8]
- Lloret de Mar des del 2007[9][10]
- Sepino (Itàlia), des del 1995, dues ciutats unides per una mateixa devoció.[11][12]

## El miracle de Bolsena
Segons diu la tradició, l'estiu del 1263 un sacerdot bohemi anomenat Pede de Praga va començar a dubtar de la presència real de Jesús en l'hòstia i el vi consagrats. El sacerdot llavors va emprendre un pelegrinatge a Roma per resar davant la tomba de sant Pere i per apaivagar els seus dubtes de fe. Durant l'estada a Roma va reviure la fe del sacerdot i va emprendre el viatge de tornada a la seva terra natal. Al llarg de la Via Càssia es va aturar per passar la nit a Bolsena, on els dubtes de fe el van atacar de nou. L'endemà el sacerdot va assistir col·laborant a la missa que se celebrava a l'església de Santa Cristina i en el moment de la consagració l'hòstia va començar a sagnar a través del drap cerimonial (el corporal). Espantat i confós, el sacerdot va mirar d'ocultar el fet, va acabar la celebració, embolicant les hòsties sobrants amb el corporal i va fugir a la sagristia. Pel camí unes gotes de sang van caure sobre el terra de marbre i als graons de l'altar. Després se'n va anar a relatar-li al papa Urbà IV que es trobava a Orvieto, aquest va reconèixer el miracle i va ordenar edificar una església en aquella ciutat.

## Llocs d'interès cultural

### Arquitectura religiosa

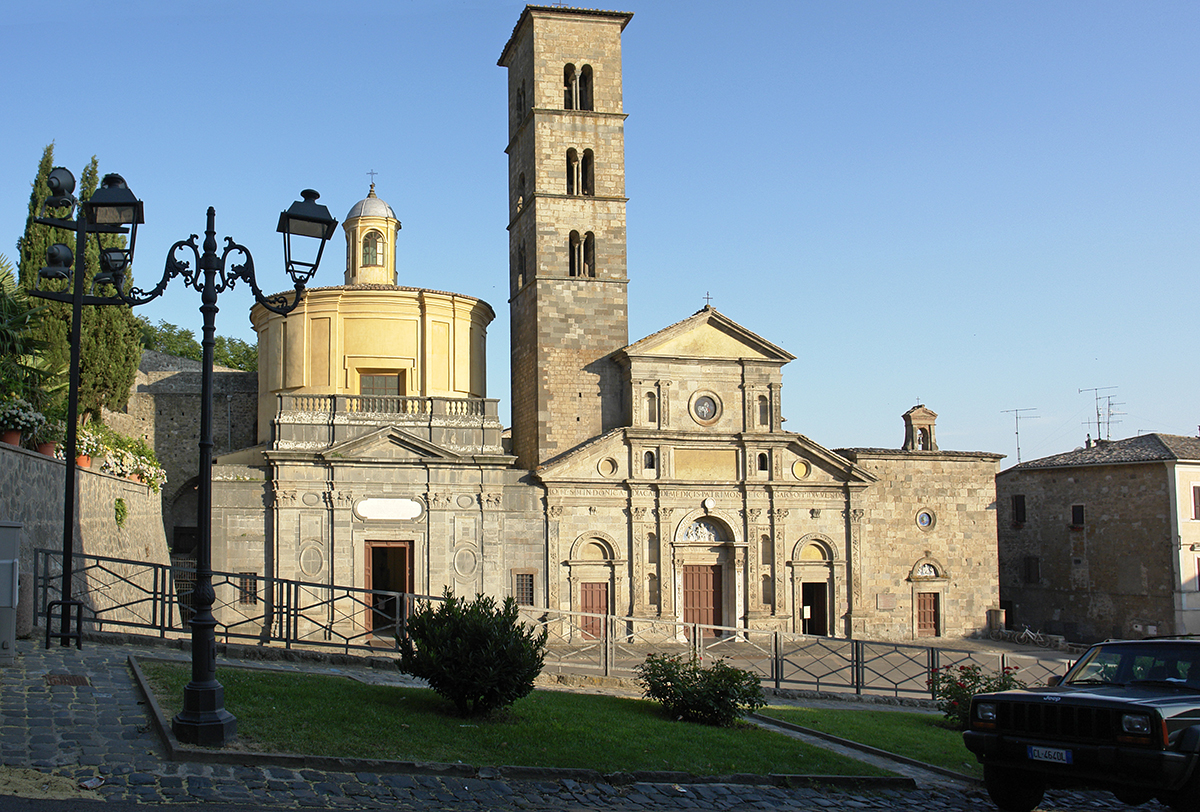
Església de santa Cristina

- Capella del miracle (1639), en estil barroc.
- Església des Santa Cristina (segle xi), en estil romànic.
- Convent de Santa Maria del Giglio (S.Maria del lliri)
- Antiga església de S. Francesc dels segles XII-XIII, actualment un teatre.
- Antiga església de S. Ludovico, del segle xvi, actualment una Bibiloteca.
- Oratori de la Mare de Déu dels Caçadors, del segle xv.

### Arquitectura civil

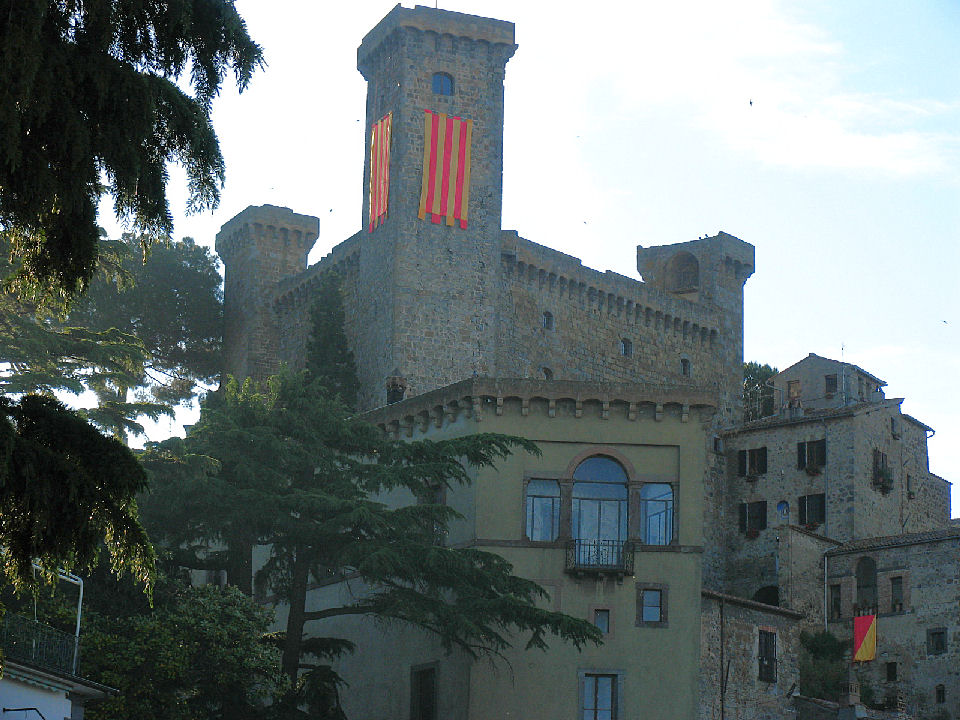
Rocca Monaldeschi

- Palau Cozza Crispo, segle xvi. Fou la residència del cèlebre abat Giuseppe Cozza Luzi, Vice Bibliotecari de S.R.C. i abat de l'abadia de Santa Maria de Grottaferrata.
- Font de sant Roc, feta construir pel cardenal Giovanni de Medici. Les seves aigües són beneïdes cada 16 d'agost.
- Palau Caposavi, del segle xvi, situat davant la font de sant Roc.

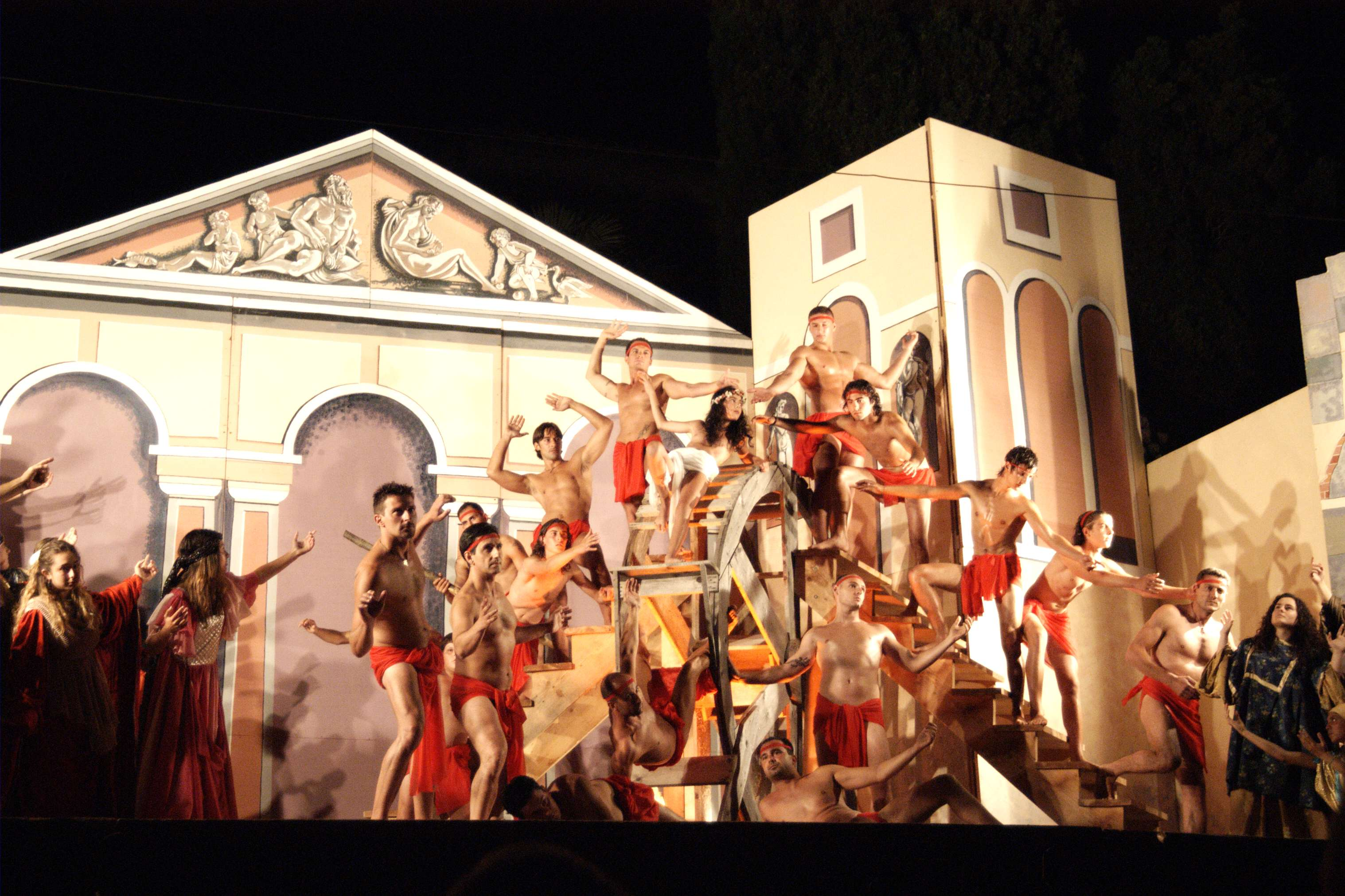
Representació del martiri de santa Cristina de Bolsena

- Catacumbes de santa Cristina

### Arquitectura militar
- Rocca Monaldeschi della Cervara, una fortalesa del 1156 per ordre del papa Adrià IV, va passar després sota el poder de la família Monaldeschi. Actualment és l'edifici del Museu territorial del llac de Bolsena, que es va inaugurar el maig del 1991.[15]

## Personatges il·lustres
- Cristina de Bolsena, segle iii màrtir considerada santa.[16]
- Andrea Adami da Bolsena (1664 - 1742), mestre de música i cantant de la capella del Vaticà